# 達拉納公爵奧古斯特王子
尼古拉斯·奥古斯特（Nikolaus August，1831年8月24日—1873年3月4日），是瑞典贝尔纳多特王朝国王奥斯卡一世之第四子，亦为最小之儿子，他於1849年进入乌普萨拉大学学习，1864年4月16日与萨克森-阿尔滕堡公主特雷西亚结婚，後於1873年逝世。
奥古斯特王子是位铁道迷，喜欢蒸汽机车，现在瑞典保留了一台B-lok蒸汽机车以他命名，这台火车保留在瑞典铁道博物馆。 